# Daniel Boyacioglu
Daniel Boyacioglu, född 7 oktober 1981 i Västertälje församling, Stockholms län är en svensk poet, spokenword-artist, dramatiker och musiker. Han har syrianskt ursprung från Hasankeyf i Turkiet.
Förutom sju diktsamlingar och ett läromedel har Boyacioglu utkommit med sju musikalbum i olika genrer, senast som frontman i supergruppen Daniel4ever, våren 2022.
2013–2021 jobbade Boyacioglu även som brandman. 
Boyacioglu har vunnit SM i poetry slam två gånger, 2001 och 2002. Hans första diktsamling Istället för hiphop utkom 2003 och sålde nära 5000 exemplar. Den senaste diktsamlingen Daniels bok utkom 2023 på Wahlström & Widstrand. 
Han medverkade i Sommar i P1 2003. 2006 tilldelades han SKAP:s jubileumspris.

### Diktsamlingar
- Istället för hiphop (Tidens förlag, 2003)
- Gråter aldrig samma tårar två gånger (Tidens förlag, 2004)
- Haikupunchline: hundra dikter (Tidens förlag, 2005)
- Fint som snus (Wahlström & Widstrand, 2006)
- Det är inte hennes fel att jag skriver sämre (W&W, 2009)
- Allt om eld  (W&W, 2016)
- Daniels Bok (W&W, 2023)

### Dramatik
- Någonting är ruttet i riket Danmark Radioteatern 2002
- Ät kött och demonstrera mera Riksteatern, 2002
- R.U.M.P.A. (rytmisk urbaniserad musikalisk poesi antagligen) Parkteatern, 2002
- Fp - fysisk poesi Parkteatern, 2003
- Vilket kabaret kommer du från Radioteatern 2003
- Dom älskar mig, dom älskar mig  (egen produktion) Angeredsteatern/Dramaten, 2004
- Wonderkindergarten (med Jens Östberg) Bortalaget, 2004
- Lågprishotellet (med Malin Axelsson) Länsteatern Kalmar län, 2004
- Någon annans hemlighet (med Mathias Landaeus och Sarah Bellugi Klima) Skånes Dansteater 2009
- Det kallas känslor Radioteatern 2010
- Triumf och tragedi Kungliga Operan 2010
- Dom misshandlar mig med kärlek Radioteatern 2010
- Vem är det som bjuder på fika Radioteatern 2014
- Sagan om Sverige Helsingborg stadsteater 2018

## Scen
- Ät kött och demonstrera mera Riksteatern, 2002
- R.U.M.P.A. (rytmisk urbaniserad musikalisk poesi antagligen) Parkteatern, 2002
- Fp - fysisk poesi Parkteatern, 2003
- I väntan på Godot (medverkande) Dramaten, 2003
- Dom älskar mig, dom älskar mig  (egen produktion) Angeredsteatern/Dramaten, 2004
- Wonderkindergarten (med Jens Östberg) Bortalaget, 2004
- Lågprishotellet (med Malin Axelsson) Länsteatern Kalmar län, 2004
- Förbandsturné åt Robyn (med Fredrik Bergström)  Ema Telstar, 2005
- Vilket kabaret kommer du från Riksteatern, 2005
- Någon annans hemlighet (med Mathias Landaeus och Sarah Bellugi Klima) Skånes Dansteater 2009
- Triumf och tragedi (medverkande) Kungliga Operan, 2010
- Pappersgudarna (medverkande) Angeredsteatern, 2011
- Infruset turnén (medverkande) Mando Diao, 2013
- Daniel4ever, förband åt Amason, Luger, 2021
- Dikten är död! länge leve dikten!, Dramaten, 2025

Övrigt
- The very best CD, Moserobie Music Production, 2004
- Visa 2007 - Show Me the Money CD, Konichiwa Records, 2005
- No Hit Wonder CD, egen utgivning, 2006
- Poesi Direkt, läromedel (Sanoma Utbildning, 2012)
- Bön för världen med Mathias Landaeus CD, Brus och knaster, 2018
- Så som det alltid har varit, har det aldrig varit med Re:Bell CD, SEKT records, 2018
- Dom kort man fått med Daniel4ever CD, Paalsund, 2022
- Älska oss nu Mathias Landaeus CD, Sfär, 2022